# Hypocacculus simplicisternus
Hypocacculus simplicisternus är en skalbaggsart som beskrevs av Vienna 1985. Hypocacculus simplicisternus ingår i släktet Hypocacculus och familjen stumpbaggar. Inga underarter finns listade i Catalogue of Life.